# Зачарованная моя
«Зачарованная моя» (бел. Зачарованая мая) — песня, ставшая финалистом телевизионного фестиваля «Песня года» в 1981 году в СССР, а позднее и в России.
Автор музыки — Игорь Лученок, советский и белорусский композитор и педагог, Народный артист СССР (1987). Автор слов — Геннадий Буравкин, белорусский писатель, сценарист и общественно-политический деятель. Член Союза писателей СССР с 1961 года. Лауреат премии Ленинского комсомола Белоруссии (1972). Лауреат Государственной премии Белорусской ССР имени Янки Купалы (1980). Лауреат литературной премии имени А. Адамовича (2005). Аранжировка — Игорь Паливода (1981).
Впервые прозвучала в эфире 1 января 1982 года под аккомпанемент эстрадно-симфонического оркестра ЦТ и ВР, дирижер — Юрий Силантьев, в исполнении народного артиста Белоруссии, заслуженного артиста Российской Федерации Ярослава Евдокимова в концертной студии «Останкино» в заключительном концерте Всесоюзного телевизионного фестиваля советской песни «Песня года». Это был дебют Ярослава Евдокимова на фестивале «Песня года».

## История песни
Проникнутые нежностью первого свидания, строчки стихотворения «Зачарованная» Геннадий Буравкин написал уже будучи человеком не первый год женатым. «Наверное, пришли воспоминания о тех ещё совсем близких временах, когда мы с женой были влюблены и молоды», — признался Геннадий Николаевич. — «Помню, стихи пришли однажды вечером. Я не посвящал их Юле, но все её подруги и однокурссницы восприняли это как посвящение. А как же иначе! Все без исключения прочитали в этих словах её белокурую голову на моем плече. И в чём-то они были безусловно правы — эмоциональная привязка к нашим отношениям в этих стихах была».
Стихи были опубликованы, через несколько лет их прочитал Игорь Лученок — композитор, педагог, Народный артист СССР (1987), творчество которого является настоящей эпохой в развитии музыкального искусства Беларуси.
Геннадий Буравкин писал: «Мы с Игорем жили тогда на одной улице. И со свеженаписанной мелодией он сразу прибежал ко мне домой. Признаться честно, я не очень-то впечатлился».
«Зачарованная моя» стала набирать популярность. Долгое время её исполнял Ярослав Евдокимов. Песня не вошла в альбомы артиста. Позже её спели «Песняры» (солист Валерий Дайнеко) в аранжировке Игоря Паливоды.
В 1980-е годы «Зачарованную» пели во всем Советском Союзе. Есть варианты песни на туркменском и узбекском языках.

## Интересные факты
- Из воспоминаний Игоря Лученка: «Папа и мама очень хотели, чтобы я стал музыкантом. И, что самое интересное, что моя мама любила вальсы Штрауса. И я ей потом написал „Майский вальс“ — „… помнит Вена, помнят Альпы и Дунай“. А папа любил „Полонез“ Огинского. И вот от этого корни национальных белорусских песен — „Зачарованная“, „Мой родной кут“ и т. д.»[6]
- «Зачарованная моя» вошла в ТОП-100 величайших белорусских песен.[7]
- Песня композитора Игоря Лученка на стихи Геннадия Буравкина «Зачарованная моя» особо любима молодыми артистами — нескольким певцам из разных стран она принесла звания лауреатов международных конкурсов. На фестивале «Славянский базар» (Беларусь, Витебск) её исполняли:
  - 1998 год — певец из Израиля Рафаэль, «Гран-при».[8]
  - 2007 год — Родион Роус (Россия), приз имени Владимира Мулявина[8]
  - 2010 год — Лаша Рамишвили (Грузия) — 1-е место в конкурсе и приз имени Владимира Мулявина[8]
  - 2011 год — Дайнис Скутелис (Латвия), приз имени Владимира Мулявина[8],[9]

## Известные исполнители

### Видеозаписи
- Ярослав Евдокимов
- «Песняры»
- «Белорусские песняры»
- Лаша Рамишвили (Грузия)
- Андрей Колосов (Беларусь)
- Владимир Митрашевский
- Группа «Бавария»
- Группа «ManSound»
- Пётр Елфимов

### Аудиозаписи
- Ярослав Евдокимов[10]